# Joseph Vandemeulebroek

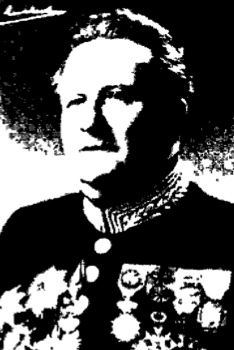

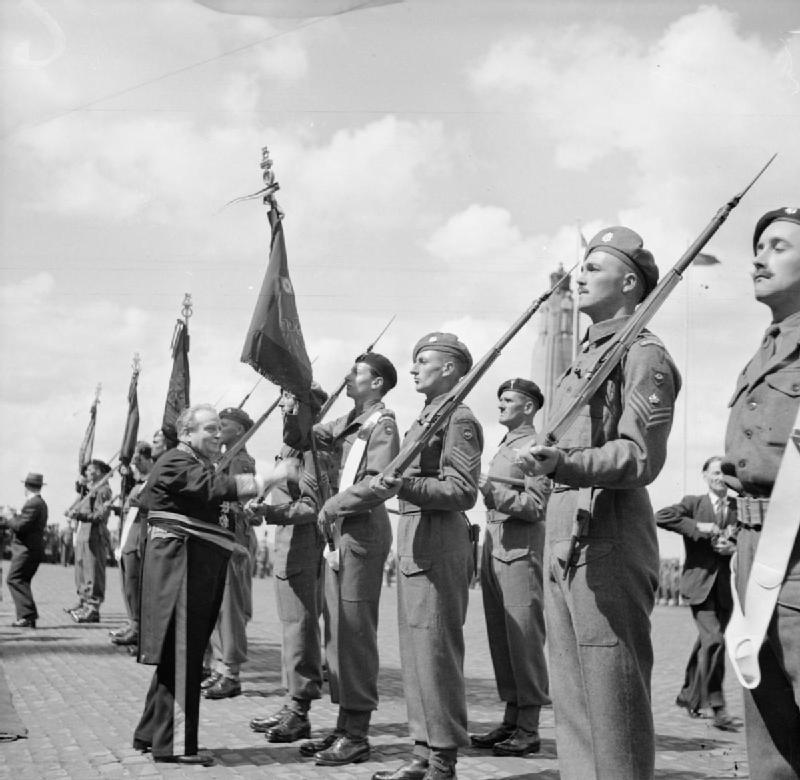
Op de geallieerde overwinningsparade van 1945 reikt Jef Vandemeulebroek kleuren uit aan de Britse Guards Pantserdivisie (1945).

Frédéric Joseph Vandemeulebroek (Laken, 17 november 1876 - Brussel, 14 december 1958) was een Belgisch liberaal politicus en burgemeester.

## Familie
Vandemeulebroek was de zoon van de handelsreiziger Franciscus-Xaverius Vandemeulebroek en Anna Bosmans. Nadat hij in 1901 was gepromoveerd tot doctor in de geneeskunde aan de ULB, zette hij in Laken zijn praktijk op als arts en werd er populair onder de naam Jef van de kassaai (hij woonde op de Antwerpse steenweg).
Zelf trouwde hij, kort voor zijn dood, in oktober 1958 met zijn vriendin Louisa Degueldre (1898-1985), van wie hij een zoon had, Jacques L. Vandemeulebroek (Elsene, 13 mei 1932).
Hij had zijn leven lang moeite met de schrijfwijze van zijn naam. Zelfs in officiële akten werd hij vaak Van de Meulebroeck genoemd, daar waar zijn officiële naam 'Vandemeulebroek' luidt.

## Politieke loopbaan
Vandemeulebroek werd in 1907 gemeenteraadslid en in 1912 schepen van onderwijs van Laken. Tijdens de Eerste Wereldoorlog was hij legerarts. Na de oorlog werd Laken door Brussel geannexeerd. Hij werd vanaf 1921 gemeenteraadslid van Brussel en van 1930 tot 1939 was hij schepen van openbare werken. Hij had, als ondervoorzitter van het Comité voor de Wereldtentoonstelling van 1935 veel te doen. Uit die tijd dateren de Eeuwfeestpaleizen en de aanleg van de Heizelvlakte.
Van 1932 tot 1936 zetelde hij voor het arrondissement Brussel tevens in de Kamer van volksvertegenwoordigers.

## De oorlog
Nadat de Duitsers het land bezetten was het duidelijk dat een uitgeproken patriot als Vandemeulebroek niet lang aan het hoofd van de hoofdstad zou gedoogd worden. De voor de hand liggende motivering voor zijn afzetting was het 'Amtsverbot' dat op bevel van de Duitsers werd uitgevaardigd en waarbij voor de meeste openbare ambten de limietleeftijd op zestig jaar werd gesteld. Vandemeulebroek was 65, werd afgezet na te zijn gearresteerd op 30 juni 1941. Dat de leeftijd maar een voorwendsel was bleek door het feit dat zijn opvolger Jules Coelst (1870-1946) zes jaar ouder was.
Zondag 2 september 2012 erkende de stad Brussel voor het eerst dat Vandemeulebroek aan de deportatie van Joden heeft meegewerkt. Burgemeester Thielemans wees er tijdens een plechtigheid voor de herdenking van de Shoah op, dat de toenmalige burgemeester in 1940, Joseph Vandemeulebroek, ermee akkoord ging een register op te stellen waarin 5640 Joden werden genoemd. "Zonder dat Jodenregister hadden de toenemende arrestaties en nadien de razzia van september 1942 nooit dezelfde impact gehad in Brussel", zei Thielemans. Jules Coelst daarentegen, de burgemeester die ná hem, tot in 1942, de Belgische hoofdstad bestuurde, weigerde Jodensterren te verdelen. Dat en de weigering van Coelst om de politie te laten deelnemen aan razzia's, leidde tot zijn afzetting en vervanging door Jan Grauls. 37% van de Brusselse Joden werd gedeporteerd in de Tweede Wereldoorlog.
Nog voor zijn afzetting werd Vandemeulebroek in juni 1941 gearresteerd en gedeporteerd naar Duitsland. Hij liet via affiches een "Bekendmaking" verspreiden gericht aan de bevolking, waarin hij onder meer verklaarde: In tegenstelling met wat wordt verteld, heb ik noch mijn post verlaten noch mijn ontslag ingediend. Ik ben, blijf en zal blijven de wettige burgemeester van Brussel". Zijn opvolger Coelst bleef niet lang in functie want in 1942 werd de fusie uitgevoerd van Brussel en zijn randgemeenten en werd de Vlaams-nationalist Jan Grauls burgemeester.

## Na de Bevrijding
Begin september 1944, zodra de stad bevrijd was, hernam Vandemeulebroek zijn ambt. Bij zijn terugkeer in zijn kantoor op het stadhuis, opende hij het venster en slingerde hij het kussen waar de oorlogsburgemeester had op gezeten, de Grote Markt op.
Met een duidelijk genoegen ontving hij een na één de grote overwinnaars: Churchill, Eisenhower, Montgomery, de Gaulle, enz.
Hij nam deel aan de voorbereidende organisatie voor de Wereldexpo die in 1958 zou plaatsvinden, maar in november 1956 maakte zijn verzwakkende gezondheid dat hij ontslag nam.

## Adel
Vandemeulebroek werd in 1953 in de adelstand opgenomen met de overdraagbare titel van baron. Zijn wapenspreuk luidt: Fors le Roi nul ne sers.